# Кривинська волость
Кривинська волость — історична адміністративно-територіальна одиниця Острозького повіту Волинської губернії Російської імперії. Волосний центр — село Кривин.

## Історія
Кривинська волость існувала у XIX — до 1923 року XX століття. До кінця 1920 року волость входила до складу Острозького повіту.
18 березня 1921 року, після підписання мирної угоди («Ризький мир») між РРФСР і УСРР, з одного боку, та Польщею — з другого, був прокладений новий державний кордон, який поділив Волинську губернію на дві частини — до Польщі відійшли 6 повітів губернії, а також 5 волостей Острозького повіту, інші дев'ять волостей, у тому числі переважна частина Кривинської, за винятком невеликої частини із селом Вельбівно, відійшли до Заславського повіту УСРР.
Село Вільбівне, "відрізане" кордоном, увійшло до складу ґміни Хорів. Після приєднання 1939 року західноукраїнських земель залишилося у складі Рівненської області. 
7 березня 1923 року замість повітів і волостей був запроваджений поділ губерній на округи та райони. Волость увійшла до складу Славутського району, Шепетівської округи.
Зараз територія колишньої волості знаходиться в межах Славутського району, Хмельницької області і Острозького району, Рівненської області.

## Адміністративний устрій

### Дані на 1885 рік
Станом на 1885 рік волость складалася з 9 поселень і 8 сільських громад. Населення — 6967 осіб (3536 чоловічої статі та 3431 — жіночої), 719 дворових господарств.
|                     | Площа, десятин | У тому числі орної, дес. |
| ------------------- | -------------- | ------------------------ |
| Сільських громад    | 5720           | 3345                     |
| Приватної власності | 7517           | 2091                     |
| Казенної власності  | —              | —                        |
| Іншої власності     | 194            | 60                       |
| Загалом             | 13431          | 5499                     |

Основні поселення волості:
- Кривин — колишнє власницьке село за 14 верст від повітового міста Острог, населення — 2011 осіб, 219 дворів, православна церква, костел, 3 постоялих двори, 4 крамниць (лавок), за 1-у версту залізнична станція.
- Коломлі — колишнє власницьке село на річці Горинь, 760 осіб, 104 двори, православна церква, школа, постоялий двір.
- Комарівка — колишнє власницьке село на річці Горинь, 442 особи, 49 дворів, постоялий двір, водяний млин, цегельний і винокурний заводи.
- Крупець — колишнє власницьке село на річці Горинь, 920 осіб, 128 дворів, православна церква, постоялий двір, 2 водяних млини.
- Поляни — колишнє власницьке село на річці Горинь, 654 особи, 67 дворів, постоялий двір, 2 водяних млини, паперова фабрика.
- Стригани — колишнє власницьке село на річці Горинь, 158 осіб, 28 дворів, постоялий двір, 2 водяних млини, лісопильний завод.

### Дані на 1906 рік
Станом на 1906 рік волость налічувала 27 поселень: в тому числі 4 села, 10 селищ, 11 хуторів. Населення становило — 12614 осіб. Поселення налічували — 2037 дворових господарств.
| № з/п | Насва       | Статус                  | Число дворів | Число жителів |
| ----- | ----------- | ----------------------- | ------------ | ------------- |
| 1     | Кривин      | село, волосне правління | 429          | 2482          |
| 2     | Вельбівно   | село                    | 259          | 1382          |
| 3     | Нитішин     | село                    | 256          | 1608          |
| 4     | Шуньки      | село                    | 116          | 741           |
| 5     | Баранне     | селище                  | 87           | 614           |
| 6     | Коломле     | селище                  | 188          | 1045          |
| 7     | Комарівка   | селище                  | 122          | 751           |
| 8     | Полянь      | селище                  | 150          | 920           |
| 9     | Репище      | селище                  | 68           | 453           |
| 10    | Сільце      | селище                  | 46           | 448           |
| 11    | Салов'є     | селище                  | 123          | 766           |
| 12    | Стригани    | селище                  | 61           | 304           |
| 13    | Хинцинщина  | селище                  | 14           | 58            |
| 14    | Хоровиця    | селище                  | 31           | 300           |
| 15    | Будки       | хутір                   | 12           | 82            |
| 16    | Германа     | хутір                   | 1            | 9             |
| 17    | Глубочек    | хутір                   | 4            | 58            |
| 18    | Голошевщина | хутір                   | 16           | 143           |
| 19    | Клепачі     | хутір                   | 2            | 10            |
| 20    | Лобне       | хутір                   | 2            | 18            |
| 21    | Маленюков   | хутір                   | 4            | 19            |
| 22    | Піщанка     | хутір                   | 5            | 21            |
| 23    | Степанівка  | хутір                   | 1            | 56            |
| 24    | Сухе-Озеро  | хутір                   | 1            | 8             |
| 25    | Шляхова     | хутір                   | 33           | 250           |
| 26    | Кривин      | з/станція               | 4            | 34            |
| 27    | Кар'єр      | з/дорога                | 2            | 34            |